# Evert Eloranta
Evert Eloranta (født 10. oktober 1879 i Harjavalta, Finland, død 1936 et ukendt sted i Sovjetunionen) Han hed oprindelig Evert Frans Ojala) og var en finsk politiker og medlem af det finske parlament for Finlands Socialdemokratiske Parti. Under den finske borgerkrig var han medlem af den røde regering med ansvar for landbrug. I en periode var han medlem af de røde garders ledende triumvirat.

## Liv
Evert Eloranta var et af 8 børn i en husmandsfamilie i Varsinais-Suomi i det sydvestlige Finland. Hans familie havde ikke råd til at sætte ham i skole. Som 15 årig blev han karl og i de følgende år havde han forskellige jobs, bl.a. ved byggeri eller i stenbrud. Allerede tidligt sluttede han sig arbejderbevægelsen som aktiv og blev bl.a. distriktssekretær for socialdemokraterne i Turku og avisredaktør. I 1908 blev Eloranta valgt til det finske parlament.
Da socialdemokraterne den 27. januar forsøgte at gennemføre en socialistisk revolution og derved udløste den finske borgerkrig var Eloranta medlem af partikommissionen og denne eksekutivkomite. I den røde regering – folkekommissariatet – blev Eloranta ansvarlig for landbrug. På denne post forsøgte han at gennemføre mere radikale ændringer i ejendomsforholdene på landet end den forholdsvis moderate regering tillod.
Efter at de røde garders militære ledelse ikke havde indfriet de opstillede forventninger blev Eero Haapalainen den 20. marts 1918 afløst af et triumvirat, som udover Eloranta bestod af Adolf Taimi og Eino Rahja. De kom kun til at fungere i en kort tid, da situationen hurtigt blev værre. I begyndelsen af april blev byen Tampere erobret af de hvide og folkekommissariatet flygtede fra de tyske tropper, som nærmede sig Helsinki til Viipuri. Her blev triumviratet den 12. april afløst af en diktator – Kullervo Manner. Eloranta havde talt til fordel for dette skridt.
Efter borgerkrigens slutning flygtede Eloranta som de fleste andre folkekommissærer til Rusland, hvor han bl.a. overtog vedligeholdelsen af biblioteket på det finske seminar i Petroskoi. I 1929 blev han sovjetisk statsborger og fungerede i 1930'erne som omrejsende lærer i en militant ateistisk organisation "De gudløses selskab". Omstændighederne ved hans død i 1936 kendes ikke.